# 浅間・白根・志賀さわやか街道
浅間・白根・志賀さわやか街道（あさま・しらね・しがさわやかかいどう）は、長野県北佐久郡軽井沢町から群馬県吾妻郡嬬恋村を経て長野県下高井郡山ノ内町までの道路網で構成されている日本風景街道の一つで、この場合の街道とは特定の道を指す物ではなく、その地域ならではの自然・文化を活かし、景観の向上・地域活性化・観光振興などを行う取り組みのことである。今までにない新たな連携協働により、新たな地域の魅力を創出できるようNPO等による住民主体の運動を推進することを目的とする。

## 概要
当街道は、2007年（平成19年）10月、国土交通省の「日本風景街道」に登録されたもので、2014年（平成26年）現在、関東に19ヶ所ある風景街道の一つで関東第1号として認定された。国道145号・国道146号・国道292号・県道59号草津嬬恋線を中心とした、軽井沢町・嬬恋村・長野原町・草津町・中之条町・山ノ内町の地域となる。

## 沿道の見所
- 愛妻の丘
- 旧草軽電鉄北軽井沢駅舎
- 浅間牧場
- 浅間山
- 六合温泉郷
- 草津温泉
- 地獄谷野猿公苑
- 白糸の滝

## 沿道の行事
- ツール・ド草津

## 活動主体
- 浅間・白根・志賀さわやか街道協議会

## エリア内の道の駅
- 北信州やまのうち
- 草津運動茶屋公園
- 六合